# Bettine Jahn
Bettine Jahn z domu Gärtz, ur. 3 sierpnia 1958 w Magdeburgu – niemiecka lekkoatletka specjalizująca się w krótkich biegach płotkarskich, uczestniczka letnich igrzysk olimpijskich w Moskwie (1980). W czasie swojej kariery reprezentowała Niemiecką Republikę Demokratyczną.

## Sukcesy sportowe
- pięciokrotna medalistka mistrzostw NRD w biegu na 100 metrów przez płotki – dwukrotnie złota (1982, 1983), srebrna (1984) oraz dwukrotnie brązowa (1979, 1981)[1]
- trzykrotna medalistka halowych mistrzostw NRD w biegu na 60 metrów przez płotki – dwukrotnie złota (1980, 1983) oraz brązowa (1977)[2]

| Rok  | Miasto    | Zawody                    | Konkurencja       | Wynik         |
| ---- | --------- | ------------------------- | ----------------- | ------------- |
| 1980 | Moskwa    | igrzyska olimpijskie      | bieg na 100 m ppł | 7. miejsce    |
| 1982 | Mediolan  | halowe mistrzostwa Europy | bieg na 60 m ppł  | srebrny medal |
| 1982 | Ateny     | mistrzostwa Europy        | bieg na 100 m ppł | 4. miejsce    |
| 1983 | Budapeszt | halowe mistrzostwa Europy | bieg na 60 m ppł  | złoty medal   |
| 1983 | Helsinki  | mistrzostwa świata        | bieg na 100 m ppł | złoty medal   |

## Rekordy życiowe
- bieg na 60 metrów przez płotki (hala) – 7,75 – Budapeszt 05/03/1983 (rekord świata do 14/02/1987)[3]
- bieg na 100 metrów przez płotki – 12,42 – Berlin 08/06/1983 (rekord Niemiec)